# Sant Miquel (Isona i Conca Dellà)
Sant Miquel és una muntanya de 1.190,1 metres que es troba al municipi d'Isona i Conca Dellà, dins de l'antic terme de Benavent de Tremp, a la comarca del Pallars Jussà, al límit amb la Baronia de Rialb, de la Noguera. És, per tant, termenal també entre totes dues comarques.
Està situat just al sud del Roc de Benavent i al sud-est del poble de Benavent de la Conca.
El turó conté un important complex d'antenes de comunicacions, que cobreix tota la part oriental de la Conca Dellà.